# Montclard

Montclard este o comună în departamentul Haute-Loire, Franța. În 2009 avea o populație de 62 de locuitori.